# Igreja de Nossa Senhora do Rosário (Belém)
A Igreja Nossa Senhora do Rosário dos Homens Pretos esta localizada no bairro Campina, na esquina das ruas Padre Prudêncio com a Aristides Lobo, na cidade de Belém do Pará.
A igreja foi criada em 1682, sendo na época uma simples capela de taipa.
Na década de 1720 foi reformada e sua construção foi efetuada por negros escravos, em um projeto do arquiteto italiano Antonio Landi.
De arquitetura simples, o objetivo desta paróquia era aproximar os negros africanos com a religião católica. Atualmente este templo faz parte dos monumentos sacro-históricos da capital paraense. Em 1950 foi tombada pelo IPHAN.
Atualmente, todos os domingos às 10h30 é celebrada nela a Missa Tridentina pelos membros do Instituto Bom Pastor.